# Kamele
Kamele so sodoprsti kopitarji, ki jih uvrščamo v družino Camelidae, ta pa je edina danes živeča družina v podredu žuljevinarjev (Tylopoda).

## Znanstvena klasifikacija
- Red Artiodactyla
  - Podred Suina
  - Podred Ruminantia
  - Podred Tylopoda
    - †Družina Xiphodontidae
    - †Družina Protoceratidae
    - †Družina Oromerycidae
    - Družina Camelidae
      - Rod: Lama
        - Lama, Lama glama
        - Gvanako, Lama guanicoe

      - Rod: Vicugna
        - Vikunja, Vicugna vicugna
        - Alpaka, Vicugna pacos (prej uvrščena v rod Lama)

      - Rod: velblod (Camelus)
        - Enogrba kamela ali Dromedar, Camelus dromedarius
        - Dvogrba (baktrijska) kamela, Camelus bactrianus

## Izumrli rodovi kamelid
| Ime rodu      | Doba               | Opombe                                                                                                 |
| ------------- | ------------------ | --- |
| Aepycamelus   | Miocen             | Visoka, z esastim vratom. Prava oblazinjena kamelja stopala.                                           |
| Camelops      | pliocen-pleistocen | Velika, prava kamelja stopala. Prisotnost grbe neznana.                                                |
| Oxydactylus   |                    | |
| Poebrotherium |                    | |
| Procamelus    | miocen             | Prednik izumrlega Titanolypus in sodobnega Camelus.                                                    |
| Protylopus    |                    | |
| Stenomylus    | miocen-pleistocen  | drobna, morda lami-podobna kamelida. Brez oblazinjenih »kameljih stopal«; namesto tega imela kremplje. |
| Titanotylopus | miocen-pleistocen  | Visoka, z grbo, prava kamelja stopala.                                                                 |